# تريفور بيل (رسام)
تريفور بيل (بالإنجليزية: Trevor Bell)‏ هو رسام بريطاني، ولد في 18 أكتوبر 1930 في ليدز في المملكة المتحدة، وتوفي في 8 نوفمبر 2017.